# Taeniodera bujanga
Taeniodera bujanga är en skalbaggsart som beskrevs av Jakl 2008. Taeniodera bujanga ingår i släktet Taeniodera och familjen Cetoniidae. Inga underarter finns listade i Catalogue of Life.